# Ewelina Hańska
Ewelina Konstancja Wiktoria z Rzewuskich Hańska (ur. 25 grudnia 1804?/6 stycznia 1805 na zamku w Pohrebyszczu, zm. 10 kwietnia 1882 w Paryżu) – polska szlachcianka, wieloletnia przyjaciółka, a następnie żona Honoré de Balzaca.

## Życiorys
Pochodziła z rodziny Rzewuskich herbu Krzywda. Była córką Adama Wawrzyńca Rzewuskiego. Miała trzech braci i trzy siostry; w tym pisarza Henryka Rzewuskiego, propagatora klasycznej powieści historycznej w stylu Waltera Scotta w Polsce, Karolinę Sobańską, hrabinę i carską agentkę, i Adama Rzewuskiego, generała wojsk rosyjskich.
W 1820 roku wyszła za mąż za ponad dwadzieścia lat od niej starszego Wacława Hańskiego, bogatego właściciela ziemskiego, z którym miała kilkoro dzieci (wieku dorosłego dożyła jedna córka). Przebywając w majątku męża, w Wierzchowni na Ukrainie, zainteresowała się mistycyzmem i czytała sporo literatury francuskiej.
Czytała m.in. dzieła Balzaca, którego stała się zagorzałą wielbicielką. W 1832 roku napisała do niego list wyrażający podziw dla jego twórczości, od którego rozpoczęła się ich bogata, wieloletnia korespondencja. Po raz pierwszy spotkali się w 1833 roku nad jeziorem Lac de Neuchâtel, później jeszcze kilkakrotnie, zostając kochankami. W 1841 roku zmarł Wacław Hański, a w 1843 Balzac udał się na spotkanie z Hańską do Petersburga. Wspólnie podróżowali również po Europie (m.in. Włochy, Belgia, Niemcy), a w 1848 Balzac udał się do Paryża, aby rok później powrócić na Ukrainę. Mimo swego wdowieństwa Hańska długo wahała się z przyjęciem oświadczyn Balzaca. Poślubiła go dopiero 14 marca 1850 roku w Berdyczowie, pięć miesięcy przed jego śmiercią (pisarz był już ciężko chory).
Po śmierci Balzaca i uregulowaniu spraw spadkowych (pisarz pozostawił po sobie długi) Hańska mieszkała w Paryżu. Kochankiem jej na krótko został młodszy o 20 lat pisarz Jules Champfleury, zaś od 1852 aż do śmierci żyła w jawnym związku z malarzem-portrecistą Jeanem Gigoux.